# Derrick Hamilton
Derrick Lamont Hamilton  (nacido el 20 de mayo de 1966 en Mobile, Alabama) es un exjugador de baloncesto estadounidense. Con 2.00 de estatura, su puesto natural en la cancha era el de alero.

## Trayectoria
- Universidad del Sur de Mississippi (1984-1988)
- Miami Tropics (1988)
- Hapoel Tel Aviv (1989)
- Proexinca CB Cartagena (1989-1991)
- Sporting Atenas (1991-92)
- AEK Atenas (1992-93)
- Apollon Patras (1993-94)
- Mariembourg Royale US-Namur (1994-95)
- Hapoel Holon (1995-96)
- Alaska Aces (1996-97)
- Hapoel Eliat (1997-98)
- KK Union Olimpija (1998)
- Hapoel Jerusalem (1998-00)
- San Petersburgo Lions (2000-01)
- Iraklio Creta (2000-01)
- Pallacanestro Varese (2001-02)
- Dinamo Moscú (2002-03)
- Basket Rimini (2003)
- Maccabi Habik'a (2003-2004)